# Evelyn Boucher
Evelyn Boucher (1892 – 1991) foi uma atriz britânica que teve um número de papéis principais em filmes mudos, durante a década de 1910 e de 1920, aparecendo em filmes como, Tom Brown's Schooldays e The Man Who Bought London, feito em Catford Studios.. Frequentemente, ela trabalhou com o diretor Floyd Martin Thornton.

## Filmografia selecionada
- Tom Brown's Schooldays (1916)
- The Man Who Bought London (1916)
- Diana and Destiny (1916)
- If Thou Wert Blind (1917)
- Love's Old Sweet Song (1917)
- The Man Who Forgot (1919)
- The Knave of Hearts (1919)
- The Warrior Strain (1919)
- The Power of Right (1919)
- The Flame (1920)
- My Lord Conceit (1921)